# John L. Goldwater
Max Leonard Goldwasser, més conegut com a John Leonard Goldwater, (Nova York, 14 de febrer de 1916 - Nova York, 26 de febrer de 1999) va ser un editor i escriptor estatunidenc.
Va fundar, juntament amb Maurice Coyne i Louis Silberkleit, MLJ Comics, més tard conegut com a Archie Comics, i va ser editor i col·laborador -publicador durant molts anys. A mitjans de la dècada de 1950, va ser un dels principals defensors i custodios de les directrius de censura de còmics conegudes com l'Autoritat del Codi de Comics.